# Rivièrette
Die Rivièrette (Schreibweise auch Riviérette oder Rivierette) ist ein etwa zwanzig Kilometer langer Bach in Frankreich, der in der Region Hauts-de-France verläuft. Sie ist ein rechter Zufluss der Sambre.

## Geographie

### Verlauf
Die Rivièrette entspringt im Gemeindegebiet von Fontenelle auf einer Höhe von etwa 216 m, entwässert generell Richtung Nordwest durch den Regionalen Naturpark Avesnois und mündet nach insgesamt rund 20 Kilometern im Gemeindegebiet von Landrecies uf einer Höhe von etwa 135 m als rechter Nebenfluss in die Sambre, die hier zum Schifffahrtskanal Canal de la Sambre à l’Oise ausgebaut ist. Auf ihrem Weg durchquert die Rivièrette die Départements Aisne und Nord.

### Zuflüsse
- Ferme Sainte-Marie (links), 1,2 km
- Le Gravier (links), 3,0 km
- Fontaine aux moines (links), 1,4 km
- Le Petit Béart [D0110710] (links), 1,1 km
- Le Petit Béart [D0110720] (links), 1,3 km
- Rieu de Jument (rechts), 1,4 km
- Le Grand Debout (rechts), 1,1 km
- Le Sambreton (links), 1,1 km
- Ruisseau de la grande fontaine du bois du toillon (links), 5,0 km

### Orte am Fluss
(Reihenfolge in Fließrichtung)
- Beaurepaire-sur-Sambre
- Prisches
- Le Grand Béart, Gemeinde Prisches
- Le Favril
- Landrecies